# Caserío Larrañaga
El caserío Larrañaga es una casa de labor singular situada en las proximidades de la localidad española de Azpeitia, en la Comunidad Autónoma del País Vasco. 
Se ubica en una pequeña mesa sobre la carretera que conduce de  Azpeitia al núcleo de Urrestilla, en un área que hoy día viene a ser un polígono industrial en ciernes pues a escasos metros se asientan dos serrerías industriales y otros centros de producción como prolongación de los polígonos industriales periféricos de Azpeitia.
Larrañaga es un caserío con fecha de construcción y autor pues, aunque hay constancia documental de la existencia del solar de Larrañaga desde 1300 y de la existencia de un caserío desde 1483 que se incendió en febrero de 1711, también es sabido que el entonces propietario D. Martín de Abaria, importante hacendado del Goiherri de tradición de canteros y hombre de gran relevancia social en la Guipúzcoa del momento, firma la escritura de reconstrucción del caserío Larrañaga en fecha 6 de marzo de 1712 con diversos canteros de la zona. El resultado es un caserío absolutamente singular, único no solo en Guipúzcoa, sino también en el País, pues se haya totalmente construido en piedra con una alta calidad de ejecución, más propia de un palacio que de un modesto caserío.
El caserío es un edificio de planta rectangular de 16,80 m de frente, que orienta al sursureste, y 20,80 m de fondo. Cuenta con planta baja y primera y aunque tiene vocación clara de ser un edificio exento ha sufrido hasta fechas recientes dos desagradables añadidos en fachada principal y lateral derecha, este último aunque de diferente aspecto y altura ha dado en ser consolidado en una reciente obra de restauración y adaptación del caserío como restaurante. El inmueble se organiza en el interior en función de una malla de soportes que originan una retícula de 3 de frente por cuatro en fondo, de tal suerte que cada recinto de la cuadrícula está cubierto por una bóveda rectangular sobre 4 pilares de apoyo en los ángulos. 
En la planta baja se conforman 4 espacios: en los recintos delanteros central e izquierdo se configura un soportal que permite el acceso al resto de los espacios; los tres recintos restantes del lateral izquierdo están destinados a la cocina; el recinto delantero derecho resultaba estar destinado a la guarda de aperos de labranza; mientras que el espacio formado por los recintos segundo a cuarto del cuerpo central y lateral derecho se destinaban a cuadra. En planta superior la organización es axial de adelante hacia atrás conformando un gran pasillo central cubierto por una bóveda de cañón que se va reduciendo en el fondo del recinto trasero, este espacio sirve para distribuir a diversas habitaciones dispuestas una en cada uno de los 4 recintos de cada lateral.
El volumen construido está determinado por una cubierta a tres aguas, de tal suerte que a fachada principal se conforma un hastial y en fachada trasera, recogiendo la totalidad de su anchura, se conforma la tercera de las aguas que resulta menor, solución muy al uso en la época de construcción y razón por la que la bóveda de cañón de la planta primera ha de ir reduciendo su altura en la parte trasera. El aspecto del edificio es de solidez y racionalidad por cuanto que los huecos están bien distribuidos en ejes y tienen unas dimensiones razonables. La relación muro-vano claramente favorable al primero, tan solo cuenta con una excepción, como es el hueco de acceso constituido por un gran arco carpanel peraltado que se sitúa en el eje de la composición.